# Juki Muto
Juki Muto (japonsko 武藤 雄樹), japonski nogometaš, * 7. november 1988.
Za japonsko reprezentanco je odigral dve uradni tekmi.